# Turbo cailletii
Turbo cailletii là một loài ốc biển, là động vật thân mềm chân bụng sống ở biển thuộc họ Turbinidae, họ ốc xà cừ.

## Phân bố

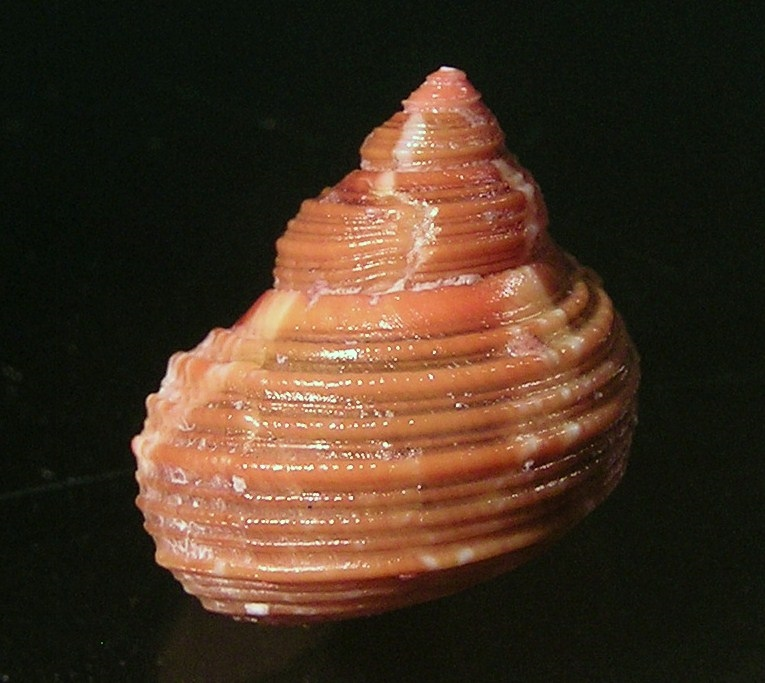
Abapertural view

## Miêu tả
Độ dài vỏ lớn nhất ghi nhận được là 37 mm.

## Môi trường sống
Độ sâu nhỏ nhất ghi nhận được là 4 m. Độ sâu lớn nhất ghi nhận được là 36 m.

## Hình ảnh

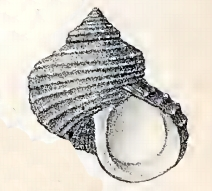